# Leucorchestris porti
Leucorchestris porti är en spindelart som beskrevs av Lawrence 1965. Leucorchestris porti ingår i släktet Leucorchestris och familjen jättekrabbspindlar.
Artens utbredningsområde är Namibia. Inga underarter finns listade i Catalogue of Life.